# إسراء الغمغام
إسراء الغمغام هي ناشطة حقوقية سعودية وُلدت عام 1989 في القطيف. اشتهرت إسراء في السعودية وخارجها مطلعَ عام 2011 بالتزامن مع ثورات الربيع العربي. حينَها شاركت إسراء رفقة زوجها موسى الهاشم في الاحتجاجات السعودية بالمنطقة الشرقية وطالبت الحكومة بالكف عن التمييز التي وصفته بالعنصري بين السنة والرافضة كما طالبت بتحقيقٍ للديمقراطية هذا فضلا عن تحسين وضعية مدينتها المهمّشة. زادت شهرة إسراء بعدما انتشرت حولها عديد الشائعات في شهر أغسطس من عام 2018 والتي تُفيد بأن الآنسة الغمغام تواجه حُكمًا بالإعدام وذلك بسب نشاطها الحقوقي.

## الخلفية
في 2014؛ حكمت محكمة سعودية على ثماني نشطاء شيعة، بمن فيهم رجل الدين البارز الشيخ نمر النمر بالإعدام بسبب دورهم في المظاهرات الحاشدة في المنطقة الشرقية ذات الأغلبية الشيعية بالسعودية، ثم على 14 آخرين في 2016 للمشاركة في نفس الاحتجاجات. ترى منظمة هيومن رايتس ووتش أن المحاكمتان مليئتان بانتهاكات المحاكمة العادلة. تواصلَ مسلسل إعدام السعودية للشيعة حيث أعدمت السلطات 4 رجال شيعة على الأقل، بمن فيهم الشيخ نمر النمر في يناير/كانون الثاني 2016 إلى جانب 43 رجلا سُنيًا في اليوم نفسه اتُهم معظمهم بالانتماء إلى تنظيم القاعدة. كان ذلك أكبر إعدام جماعي في السعودية منذ عام 1980.

## الاعتقال

### التهمة
تسعى النيابة العامة إلى فرض عقوبة الإعدام بحق خمسة من النشطاء الستة بما في ذلك إسراء بناء على مجموعة من التهم التي تشمل «المشاركة في المسيرات والمظاهرات»، «محاولة تحريض الرأي العام»، «تصوير التظاهرات ونشرها على وسائل التواصل الاجتماعي» ثم «توفير الدعم المعنوي للمشاركين في التجمعات». حسبَ رايتس ووتش دائمًا فالمحاكمة تجري بالتوازي مع قمع السلطات الصارم لنشطاء حقوق المرأة حيث تم اعتقال العشرات منذ منتصف مايو/أيارفي الأسابيع التي سبقت رفع الحظر على القيادة في 24 يونيو/حزيران. واستمرت حملات الاعتقال خلال الصيف؛ ففي حين أُطلق سراح البعض منذ ذلك الحين، تقبع أخريات في السجن من دون تهم. اتهمت السلطات العديد منهن بارتكاب جرائم خطيرة، ومن المفترض أن تُحال 9 منهن إلى نفس محكمة الإرهاب التي ستُحاكمُ فيها الغمغام. يُشار إلى أنّ وسائل الإعلام المحلية قد شنّت حملة غير مسبوقة ضدهن، واصفة إياهنّ بـ «الخائنات».

### المحاكمة
تنعقدُ محاكمة إسراء الغمغام في 28 أكتوبر/تشرين الأول من نفس العام. لقد أثارت هذه القضية الجدل الكبير مما دفع بالكثير من المنظمات الدولية غير الحكومية إلى التدخل ومحاولة الضغط على السلطات في السعودية لوقف هذه المحاكمة.

### ردود الفعل
- أدانت سارة ليا ويتسون، مديرة قسم الشرق الأوسط في منظمة رايتس ووتش ما تقوم به السلطات في المملكة حيث قالت:

| «كل إعدام مروع، لكنّ السعي إلى إعدام نشطاء مثل إسراء الغمغام، وغير متهمين حتى بأعمال عنف، أمر فظيع. يوما بعد يوم، يجعل استبداد السلطات السعودية غير المحدود مهمة أكثر صعوبة على شركات العلاقات العامة، في الترويج لمقولة "الإصلاح" الخرافية بين حلفائها والشركات الدولية.» |

نفس الأمر أكدت عليه المنظمة التي نشرت تقريرًا مطولا ومفصلا ذكرت بين سطوره ما يلي: «إن الغمغام التي قد تواجه عقوبة الإعدام، ستكون أول امرأة سعودية يحكم عليها بالعقوبة القصوى بسبب نشاطها الحقوقي، وسيكون ذلك سابقة خطيرة وتهديداً للناشطات المسجونات حالياً اللواتي ينتظرن صدور الحكم بحقهن.»